# Astrofotografie

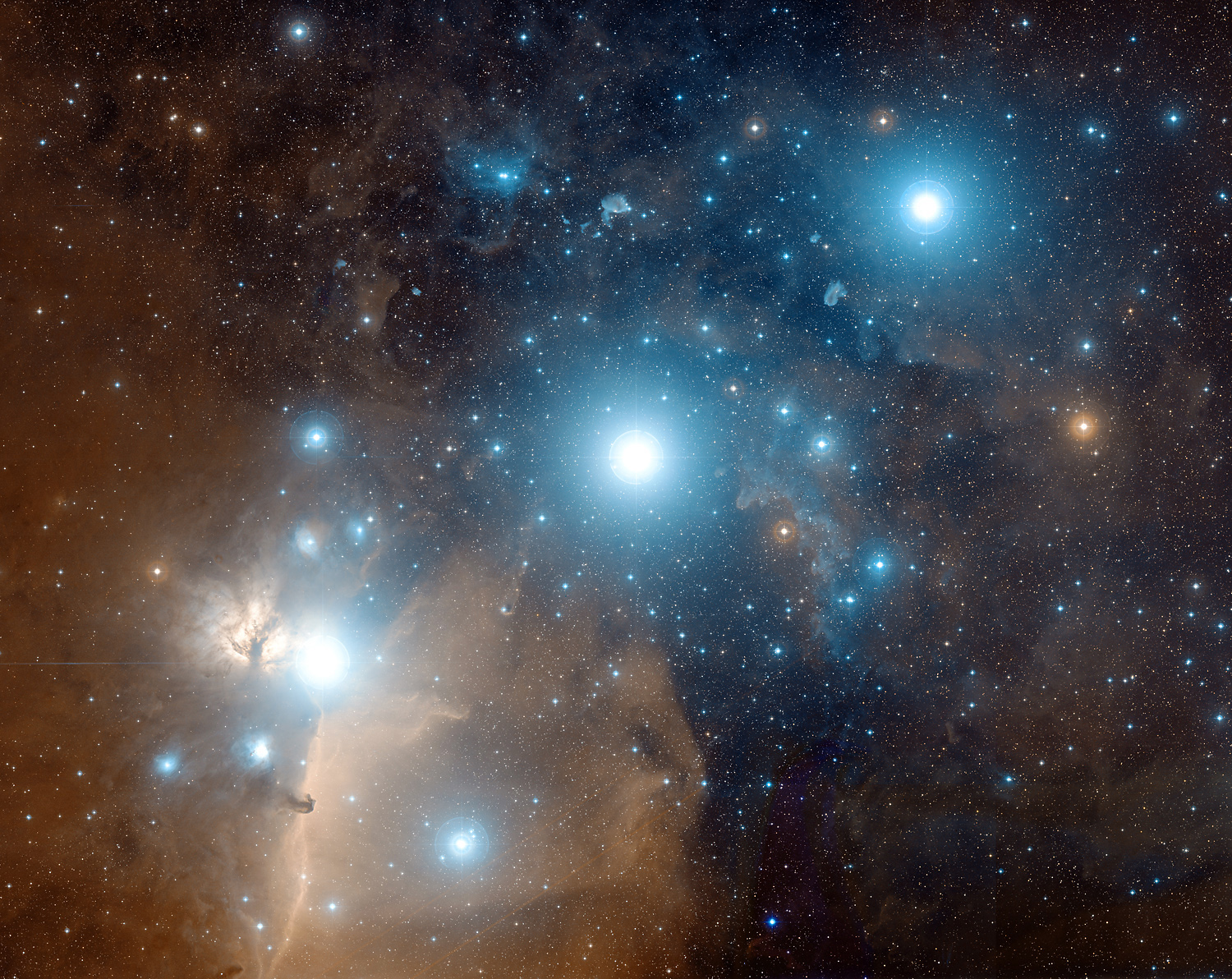
O fotografie a Centurii lui Orion făcută prin compunerea a mai multor plăci fotografice alb-negru înregistrate cu ajutorul filtrelor astronomice roșii și albastre. Fotografiile au fost făcute folosind telescopul Samuel Oschin între 1987 și 1991.

Astrofotografia este un tip specializat de fotografie ce constă în fotografierea imaginilor obiectelor astronomice și a altor porțiuni din cerul nopții. Prima fotografie a unui obiect astronomic (Luna) a fost făcută în 1840, însă numai la sfârșitul secolului al XIX-lea tehnologia fotografiei a evoluat astfel încât să se poată realiza fotografii detaliate ale stelelor.